# El invierno de las anjanas
El invierno de las anjanas (2000) es una película española dirigida por Pedro Telechea.

## Argumento
Relato del amor entre una joven burguesa (Adelaida, interpretada por Elena Anaya) y un pescador (Eusebio, interpretado por Eduardo Noriega) en la guerra de Cuba de 1898. Se trata de una versión similar a Romeo y Julieta en la que ella está al borde de la locura y él se debate entre la vida y muerte en una época -1898- caracterizada por dicha guerra.